# 陳萬言 (正德進士)
陳萬言（1488年—？），字子約、一策，號海莊，河南開封府鄭州汜水縣人，民籍，明朝政治人物。

## 生平
正德五年（1510年）庚午科河南鄉試第六名舉人，十二年（1517年）中式丁丑科會試第一百三名，三甲第九十二名進士。授浙江湖州府推官，历常州府、扬州府、宁国府同知，升南京户部员外郎，转刑部山西司郎中，左迁大名府通判，治河有绩，命复职，致政归里。

## 家族
曾祖陳鈍，教授；祖父陳浩，義官；父陳璟，即墨縣知縣。母淡氏。重慶下。